# Szentpéter (Kolozsvár)

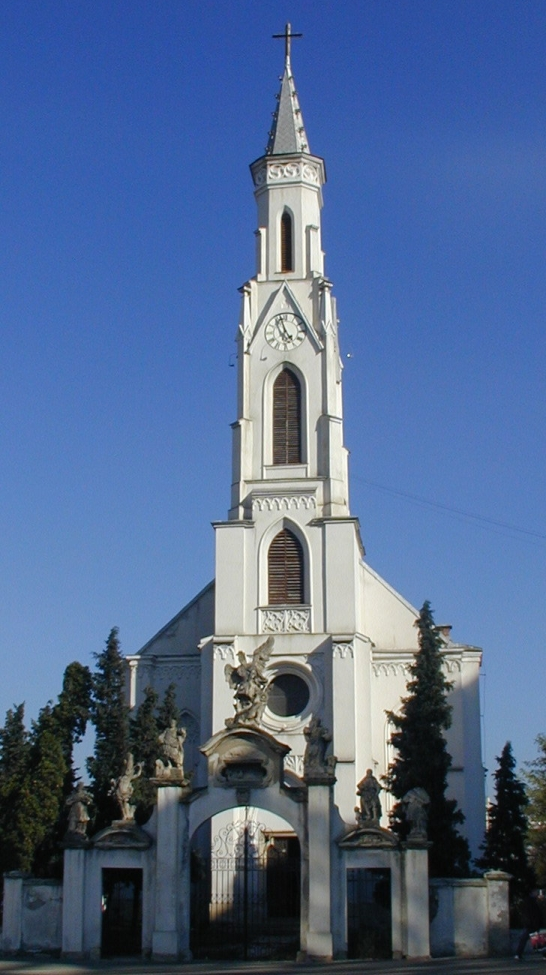
A Szentpéteri-templom

Szentpéter egy 12-13. században létezett önálló, saját templommal rendelkező falu volt, Kolozsvártól keletre. Idővel a várfalakon kívül is építkező Kolozsvár és a terjeszkedő falu összeértek. Így jött létre a későbbi Kül-Magyar utca, amelyet a források Szentpéter utcájaként is emlegetnek.

## Története
A helytörténeti vizsgálatok kimutatták, hogy Kolozsváron, az Óvárból kivezető fontos utak mentén már korán mezőgazdálkodó-állattartó települések alakultak, így a várostól keletre fekvő Szentpéter nevű falu is. Tisztázatlan azonban, hogy az összenövés a várossal Szentpéter felől haladt-e a város felé vagy fordítva. Egy 1370-ből származó oklevélből ismert, hogy Kolozsvár keleti határa egészen Szamosfalváig tartott, ami azt jelenti, hogy a város határai túlléptek Szentpéteren. A 15. századi források már egységes külvárosról beszélnek a Külső-Magyar utca mentén, ami arra enged következtetni, hogy Kolozsvár és Szentpéter összeolvadása már korábban végbement.
A 15. században a falakon kívüli magyarság külön közösséget alkotott (communitas hungarice nationis de Coloswar in platea Sancti Petri commorans). Nem rendelkezett külön bírával és esküdtekkel, az elkülönülés egyházi alapon történt, ugyanis a falakon belüli, zömmel német lakosságot a főtéri Szent Mihály-plébániatemplom pasztorálta, míg a falakon kívüli lakosság a vélhetően Árpád-kori eredetű Szent Péter-templomot tekintette plébániájának. 
A Szent Péter-templom körüli magyar külvárost érintő középkori oklevelekben és különböző kora újkori írott forrásokban a templom mellett említést tesznek az itt álló iskoláról valamint a Hídelvéről ide költözött ispotályról is. Az iskola valószínűleg a Rákóczi-féle szabadságharcok idején pusztulhatott el, amikor a kuruc seregek megtámadták Kolozsvárt. A korabeli iratok egy malomról is beszámolnak, ami itt állt. A malmoknak mindig is fontos szerepük volt a városok életében, nem csak élelmezési szempontok miatt, hanem a céhes iparban (csertörő, posztóványoló és fűrészmalmok, érctörő, kovácsoló és lemeznyújtó hámorok), továbbá a városvédelem (puskaport őrlő malmok), sőt az írásbeliség (papírmalmok) terén is. Birtoklásukról éppen ezért mindig pontos feljegyzések készültek. A szentpéteri malomnál rév is volt, ahol 1704-ben a kurucok átkeltek a Szamoson. A közelben, a folyó északi partja fölé emelkedő Szentgyörgy-hegy alatt fa gyaloghídon lehetett átjutni a vízen. A pallót Segesvári Bálint feljegyzése szerint 1630-ban készítették; vélhetően csak javításról volt szó, amire - jégzajlás és árvíz miatt -gyakran kerülhetett sor.
Szentpéter másik ipari létesítménye a téglaégető volt. Felállításáról, késő középkori, kora újkori működéséről semmit sem tudni, de a 16-17. századi Kolozsvár Téglás családnevei minden bizonnyal összefüggnek vele. Magáról a téglacsűrről 1704-ből maradt adat. Szentpéter keleti, Szamosfalva felé eső szélén feküdt, helyét az újkori Téglás utca (részben a mai Mărăști tér alatt) jelzi.

## Kapcsolódó lapok
- Hóstát (Kolozsvár)
- Szentpéteri templom (Kolozsvár)